# Le Pacte des anges
Pour plus de détails, voir Fiche technique et Distribution.
Le Pacte des anges est un film québécois réalisé par Richard Angers, sorti en novembre 2016.

## Synopsis
Un soir, au détour d'une ruelle, un homme sans histoire surprend deux jeunes qui viennent de commettre un délit. Dans la panique, les adolescents prennent en otage ce témoin gênant et l’entraînent dans leur fuite. Débute alors pour deux générations que tout sépare, un voyage intérieur qui marquera les trois âmes à jamais.

## Fiche technique
- Titre : Le Pacte des anges
- Réalisation et scénario : Richard Angers
- Photographie : Jean-François Lord
- Direction artistique : Frédéric Page
- Montage : Dominique Champagne
- Musique : Serge Nakauchi Pelletier
- Son : Normand Lapierre, Jérôme Boiteau
- Production : Geneviève Lavoie
- Société de production : Productions des Années Lumière
- Société de distribution canadienne : Axia Films
- Pays d'origine :  Canada
- Langue originale : français
- Format de l'image : 2:35
- Genre : Drame
- Durée : 95 minutes
- Date de sortie au Québec : 4 novembre 2016

## Distribution
- Marc Messier : Adrien
- Lenni-Kim Lalande : William
- Émile Schneider : Cédric

## Distinctions
- Festival international du film de Busan (compétition catégorie Flash Forward)
- Festival international du film francophone de Namur (compétition première œuvre de fiction)
- Festival du cinéma international en Abitibi-Témiscamingue (film d'ouverture)